# Michel Guiomar
Michel Guiomar (3 de noviembre de 1921-6 de enero de 2013) fue un escritor y filósofo francés, profesor emérito de Estética en la Universidad de París IV.

## Obras
- Inconscient et imaginaire dans "le Grand Meaulnes"
- Principes d'une esthétique de la mort
- Le masque et le fantasme
- Imaginaire et Utopie
- Trois paysages du Le Rivage des Syrtes|Rivage des Syrtes
- Miroirs de Ténèbres

Tome I : Julien Gracq, Argol et les rivages de la nuit
Tome II : Georges Bernanos, Sous le soleil de Satan ou les ténèbres de Dieu
Tome III : Henri Bosco, L'Antiquaire Noctural à l'usage des veilleurs et des ombres
- Julien Gracq, pensée musicale et création littéraire

- Datos: Q767239